# قضیه نیمسازهای داخلی مستطیل و تشکیل مربع

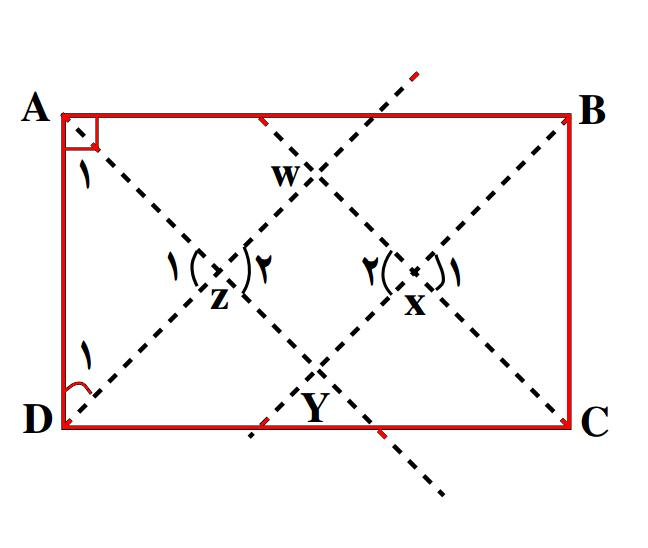

برخورد نیمسازهای داخلی هر مستطیل و تشکیل مربع قضیه‌ای است در هندسه که می‌گوید شکل ایجاد شده از تقاطع نیمسازهای زاویه‌های داخلی هر مستطیل یک مربع است.
مرحله اول:
- AY نیمساز زاویه A است و زاویه A قائمه است پس A1 برابر ۴۵ درجه است.
- DW نیمساز زاویه D است و زاویه D قائمه است پس D1 برابر ۴۵ درجه است.

در نتیجه مثلث AZD متساوی الساقین است و در زاویه Z قائمه می‌باشد.
درنتیجه: زاویه Z1 = زاویه Z2 برابر ۹۰ درجه و AZ=DZ (رابطه ۱)
مرحله دوم:
با استدلالی مشابه مرحله اول نتیجه می‌شود مثلث BXC و متساوی الساقین است و در زاویه X قائمه می‌باشد.
درنتیجه: زاویه X1 = زاویه X2 برابر ۹۰ درجه و BX=CX (رابطه ۲)
با توجه به روابط ۱ و ۲ و مستطیل بودن ABCD نتیجه می‌شود که دو مثلث ADZ و BXC همنهشت هستند. بنابراین DZ=CX
با استدلالی مشابه مرحله ۱ نتیجه می‌شود که مثلث CWD نیز متساوی الساقین است و قائم الزاویه است. یعنی: زاویه W=۹۰ و DW=CW (رابطه ۳)
مرحله سوم:
از روابط ۱ و ۲ و ۳ نتیجه می‌گیریم WXYZ مستطیل است. با توجه به رابطه‌های ۲ و ۳ می‌توان گفت:
DW-DZ=CW-CX یا WZ=WX (رابطه ۴)
رابطه ۴ نشان می‌دهد که طول و عرض مستطیل WXYZ با هم برابر است پس WXYZ یک مربع است. در نتیجه شکل ایجاد شده از تقاطع نیمساز زاویه‌های داخلی هر مستطیل یک مربع است.